# Michael Schwarzmann (Schauspieler)

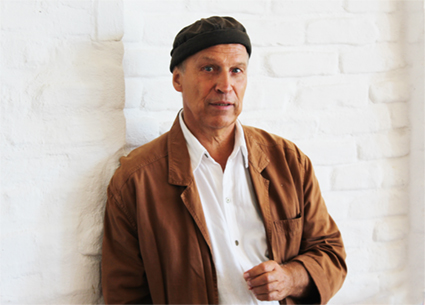
Michael Schwarzmann (2016)

Michael Schwarzmann (* 29. Juni 1953) ist ein deutscher Schauspieler, Regisseur, Schauspielpädagoge und Hochschullehrer.

## Leben
Nach dem Abitur am staatlichen Landschulheim Marquartstein und Zivildienst an der Bayrischen Landesschule für Körperbehinderte, studierte er zunächst Humanmedizin sowie Politik- und Theaterwissenschaft an der Ludwig-Maximilians-Universität München. Nebenbei jobbte er in der Requisite beim Residenztheater (München) und besuchte Theaterworkshops, in denen er seine komödiantische Begabung entdeckte, worauf er sein Medizinstudium nach absolviertem Physikum abbrach.
Er studierte ab 1977 Sprachgestaltung und Schauspiel (Diplom) und Eurythmie (Diplom) an der Alanus Hochschule für Kunst und Gesellschaft in Alfter bei Bonn. Studienaufenthalte und Fortbildungen führten ihn nach England, die USA, Schweiz und Frankreich zu Commedia dell’arte (bei Alessandro Marchetti an der Scuola Teatro Dimitri, Schweiz), Physical Theatre (Ecole Philippe Gaulier, Paris), und Jeu Burlesque (École Jacques Lecoq, Paris) sowie Improtheater bei Keith Johnstone, Marco Baliani und Clown Nögge. Er erwarb ein Zertifikat als Theaterpädagoge (BuT) und absolvierte eine Fortbildung in Drama- und Theatertherapie.
Michael Schwarzmann lehrt seit 2002 als Professor für Schauspiel mit dem Schwerpunkt Körpertheater und Commedia dell` arte an der Alanus Hochschule für Kunst und Gesellschaft. Als Mitglied der Fachbereichsleitung (bis 2013) war er maßgeblich an der staatlichen Anerkennung und Entwicklung des Studienganges Schauspiel beteiligt.
Seine Forschungsschwerpunkte sind die Ausdrucksmöglichkeiten nonverbaler theatraler Kommunikation (Körpersprache, Haltung, Gangart, Gestik, Mimik) sowie nicht-kognitive Elemente der Sprache (Grundgebärden und Lautstimmungen).
Aufbauend insbesondere auf den Arbeiten von Konstantin Stanislawski, Michail Cechov, Jacques Lecoq und Rudolf Steiner entwickelte er eine spezifische Methodik und Didaktik für die Commedia dell’arte und kreierte daraus mit seinen Studierenden eine neue theatrale Form, die „Sitcom dell`arte“. Diese geht vom Studium der klassischen Maskentypen und ihren Konflikte aus und verbindet deren charakteristische Spielweise und Stil immer wieder neu mit aktuellen gesellschaftlichen Entwicklungen. Dabei integriert sie auch neue mediale Phänotypen und deren Verhaltensmuster. So entstandenen über ein Dutzend Inszenierungen, die zu unterschiedlichen Theaterfestivals eingeladen wurden.

## Einladungen zu Theaterfestivals
- „Mirandolina“ (nach Goldoni) – Sommerblut, Köln
- „Der Geizige“ (nach Moliere) – Zeltfestival Hamburg und Fusion, Lärz
- „Der Wunderdoktor“ (nach Moliere) – GrAFiTi, Luxemburg
- „Die geliebte Stimme“ (nach Cocteau) – Goetheanum Festival, Schweiz

## Auszeichnungen
- Sonderpreis der Stiftung Humanismus für: „Das Haus der Temperamente“ (nach Nestroy)
- Ensemblepreis bei den bayerischen Theatertagen: Titelrolle in „Der Theaterkoch“ (Reinhold Massag)